# Polana, Laško
Polana este o localitate din comuna Laško, Slovenia, cu o populație de 183 de locuitori.